# Park Eun-seok
Đây là một tên người Triều Tiên, họ là Park.

Park Eun-seok (tiếng Hàn: 박은석; sinh ngày 10 tháng 2 năm 1984) là một diễn viên người Mỹ gốc Hàn Quốc. Anh ấy được biết đến nhiều nhất với công việc của anh ấy trong sân khấu và cũng được biết đến với màn trình diễn đột phá trong bộ phim truyền hình năm 2020 Cuộc chiến thượng lưu.

## Cuộc sống
Quê gốc ở Hàn Quốc, sinh ra ở Long Island, Danny Park sống ở Mỹ cùng gia đình, là con út trong gia đình có một chị gái hơn 7 tuổi và một anh trai hơn 2 tuổi tên Dennis Park, cả gia đình anh định cư tại Long Island, Huntington, New York. Anh trở về Hàn Quốc năm 2005 ở tuổi 22 để theo đuổi sự nghiệp diễn xuất. Là một thường trú nhân của Hoa Kỳ vào thời điểm đó, Park tự nguyện phục vụ trong quân đội Hàn Quốc để cải thiện tiếng Hàn của mình. Sau khi xuất ngũ, Danny Park trở thành thường trú nhân của cả hai nước Hoa Kỳ và Hàn Quốc.

## Phim ảnh

### Phim truyền hình
| Năm     | Tiêu đề                                   | Vai diễn       | Kênh      | Tham khảo     |
| ------- | ----------------------------------------- | -------------- | --------- | ------------- |
| 2010    | Athena: Goddess of War                    | Hyeon-soo      | SBS       | [ 4 ]         |
| 2012    | Nữ phi công xinh đẹp                      | Park Eun-seok  | SBS       | [ 5 ]         |
| 2015    | Webtoon Hero Toondra Show                 | Joo Do-jin     | MBC       | [ 6 ]         |
| 2015    | Cao quý, Tình yêu của tôi                 | Woo Sang-hyeon | Naver TV  | [ 7 ]         |
| 2015    | Bí mật của làng Achiara                   | Nam Gun-woo    | SBS       | [ 8 ]         |
| 2016    | Thêm một kết thúc hạnh phúc               | Bang Dong-bae  | MBC       | [ 9 ]         |
| 2016    | Tiệm may quý ông                          | Min Hyo-sang   | KBS2      | [ 10 ]        |
| 2017    | Giai thoại về Hong Gil Dong               | Joo Soo-hak    | MBC       | [ 11 ]        |
| 2018    | Đối tác vì Công lý                        | Kang-hyun      | MBC       | [ 12 ]        |
| 2018    | Giọng nói                                 | Ko David       | OCN       | [ 13 ]        |
| 2018    | Cặp Đôi Điều Tra                          | Kang Huyn      | MBC       |               |
| 2019    | Bác sĩ tù nhân                            | Lee Jae-hwan   | KBS2      | [ 14 ]        |
| 2019    | Thư sinh nhật                             | Moo-jin        | KBS2      | [ 15 ]        |
| 2019    | Drama Special Season 10: Clean and Polish | Do Tae-rang    | KBS2      | [ 16 ]        |
| 2019    | Đối tác vì Công lý                        | Kang-hyun      | MBC       | [ 17 ]        |
| 2019    | Đòn bẩy                                   | Min Young-min  | TV Chosun | [ 18 ]        |
| 2020–21 | Cuộc chiến thượng lưu                     | Logan Lee      | SBS       | [ 19 ] [ 20 ] |

### Phim điện ảnh
| Năm  | Tiêu đề                 | Vai diễn    | Tham khảo |
| ---- | ----------------------- | ----------- | --------- |
| 2015 | 12 Đêm Đỏ Sâu: Chương 1 | Kwang-hyeon | [ 21 ]    |

### Truyền hình thực tế
| Năm      | Tiêu đề                                         | Mạng     | Ghi chú                                   |
| -------- | ----------------------------------------------- | -------- | ----------------------------------------- |
| Năm 2020 | iYagiShow                                       |          | Khách mời                                 |
| Năm 2021 | My Little Old Boy                               | SBS      | Người dẫn chương trình đặc biệt (Tập 230) |
| Năm 2021 | I Live Alone (Chương trình truyền hình thực tế) | MBC      | Khách mời (Tập 380, 381)                  |
| Năm 2021 | Trái tim gạo của Kang Ho Dong                   | SBS Plus | Khách mời (Tập 16, 17)                    |
| Năm 2021 | Running Man                                     | SBS      | Khách mời (Tập 542)                       |

## Sân khấu
| Năm        | Tiêu đề                                      | Vai diễn                |
| ---------- | -------------------------------------------- | ----------------------- |
| 2010, 2012 | Mèo trên mái nhà                             | Kyung-min               |
| 2013       | True West                                    | Austin                  |
| 2013       | Ngày mai là buổi biểu diễn, tôi phải làm gì? | Biên đạo                |
| 2013       | Hamlet                                       | Hamlet                  |
| 2013       | Một cuộc tình ngắn                           | Jeong-bae               |
| 2014       | Hầu như, Maine                               |                         |
| 2014       | Những chàng trai lịch sử                     | Dakin                   |
| 2014       | Con gà trống                                 | John                    |
| 2014       | The Pride                                    | Oliver                  |
| 2015       | Red                                          | Ken                     |
| 2015       | Bộ ba Capone                                 | Thanh niên              |
| 2015–2016  | Bài hát Con voi                              | Michael                 |
| 2016       | Những chàng trai lịch sử                     | Dakin                   |
| 2016       | Closer                                       | Dan                     |
| 2017       | Nam châm xấu của chúng tôi                   | Fraser                  |
| 2017       | Bài hát Con voi                              | Michael                 |
| 2017–2018  | Blind                                        | Ruben                   |
| 2018       | Không bao giờ là kẻ tội đồ                   | Cướp                    |
| 2018       | Nghệ thuật                                   | Marc                    |
| 2018–2019  | Bộ ba Bunker                                 | Người lính 2            |
| 2019       | Một quốc gia khác                            | Guy Bennett             |
| 2019       | Những chàng trai lịch sử                     | Dakin                   |
| 2019–2020  | Truyền thuyết về Georgia McBride             | Casey                   |
| 2020       | Nghệ thuật                                   | Marc                    |
| 2020       | Những chàng trai lịch sử                     | Dakin                   |
| 2020–2021  | Amadeus                                      | Wolfgang Amadeus Mozart |

## Giải thưởng và đề cử
- Giải thưởng Nam diễn viên sân khấu The Golden Ticket Awards lần thứ 12 năm 2016
- Giải thưởng Nam diễn viên chính xuất sắc nhất được đề cử của Lễ trao giải MBC Drama Awards 2018 trong Series phim nhỏ Wolhwa
- Giải thưởng tân binh nam được đề cử của KBS Drama Awards 2019
- Giải thưởng phim truyền hình KBS 2019 Phim truyền hình nam một màn được đề cử
- Giải thưởng Phim truyền hình SBS năm 2020 Nam diễn viên phụ